# Zévaco
Zévaco (korsisch Zevacu; italienisch Zevaco) ist eine französische Gemeinde im Département Corse-du-Sud auf der Mittelmeerinsel Korsika. Sie gehört zum Arrondissement Ajaccio und zum Kanton Taravo-Ornano. Sie grenzt im Nordosten an Guitera-les-Bains, im Osten an Corrano, im Süden an Olivese, im Südwesten an Forciolo und Azilone-Ampaza´sowie im Nordwesten an Frasseto. Die Bewohner nennen sich Zévacais oder Zivacacci.

## Bevölkerungsentwicklung
| Jahr      | 1962 | 1968 | 1975 | 1982 | 1990 | 1999 | 2008 | 2012 | 2020 |
| --------- | ---- | ---- | ---- | ---- | ---- | ---- | ---- | ---- | ---- |
| Einwohner | 105  | 98   | 91   | 89   | 57   | 56   | 61   | 62   | 52   |

## Sehenswürdigkeiten
- Ehemalige Kapelle in Arca
Sie birgt ein Gemeinschaftsgrab in einem Gewölbe im Untergeschoss, genannt Arca, das mit einer Grabplatte verschlossen ist. Es zeugt von einer Tradition der Grablegung, die jahrhundertelang im ländlichen Bereich der Insel praktiziert wurde. Gemäß einem Erlass des Präfekten in 1830 war diese Methode fortan nicht mehr erlaubt, wurde aber von Mai 1918 bis Januar 1919 während der Pandemie der Spanischen Grippe ausnahmsweise wieder eingeführt, an der rund 40 Bewohner der Gemeinde verstorben sind.
Die Kapelle ist im 18. Jahrhundert errichtet worden und ist seit 1981 als Monument historique klassifiziert.